# I Santo California
I Santo California – włoska grupa muzyczna, założona w 1974 roku. Jej największy sukces to debiutancki singel "Tornerò", który był dużym międzynarodowym przebojem w roku 1975.

## Historia
Grupę założyło pięciu muzyków pochodzących z regionu Kampania w południowych Włoszech i oryginalnie nosiła ona nazwę La Nuova Frontiera. Początkowo zespół występował w lokalnych klubach i resortach Wybrzeża Amalfitańskiego. W 1974 roku został zauważony przez Elio Palumbo podczas koncertu w Nocera Inferiore, dzięki któremu muzycy podpisali kontrakt z włoską wytwórnią Yep Record. Wtedy też nazwa zespołu została zmieniona na I Santo California. 
Debiutancka piosenka grupy, sentymentalna ballada miłosna "Tornerò" ("Powrócę"), została wydana pod koniec roku 1974. Spotkała się ona z dużym sukcesem, utrzymując się kilka tygodni z rzędu na pierwszym miejscu listy przebojów we Włoszech i Szwajcarii w 1975 roku. We Włoszech singel otrzymał wyróżnienie złotej płyty, a w Szwajcarii okazał się najlepiej sprzedającą piosenką roku. Uplasował się także w pierwszej piątce w Niemczech i Austrii, a debiutancki album zespołu w pierwszej dwudziestce we Włoszech.
Kolejny singel, "Un angelo" ("Anioł"), z albumu o tym samym tytule, dotarł do miejsca 2. we Włoszech oraz 10. w Szwajcarii wiosną 1976. Kolejny singel, "Dolce amore mio" ("Moje słodkie kochanie") dotarł do miejsca 6. we Włoszech i 3. w Szwajcarii. W 1977 roku I Santo California wzięli udział w Festiwalu Piosenki Włoskiej w San Remo z utworem "Monica", który uplasował się na 3. pozycji i okazał kolejnym międzynarodowym przebojem. W 1978, zespół wylansował swój ostatni większy przebój we Włoszech, "Manuela, amore!" ("Manuela, kochanie!"). Następnie popularność zespołu gwałtownie spadła i nie udało mu się już podbić list przebojów.
W roku 1994 grupa wydała nową płytę 1994 Per un mondo migliore, na której poruszyli tematy spirytualistyczne.

## Skład
- Pietro Paolo Barbella (wokal, keyboard): od 1974
- Donato Farina (perkusja): od 1974
- Domenico Aiello (gitara basowa): od 1974
- Massimo Caso (gitara): 1974–1979
- Gianni Galizia (keyboard): 1974–1990

## Dyskografia
| - 1974: Se davvero mi vuoi bene... Tornerò - 1975: Un angelo - 1979: Venus serenade - 1980: Ti perdono amore mio - 1994: 1994 Per un mondo migliore - 1975: Tornerò - 1976: Hits in the World - 1976: Die großen Erfolge. Grandi successi. Les Grands succès - 1977: The Best of I Santo California - 1978: Il meglio de I Santo California - 1992: Tornerò – The Very Best of Santo California - 1993: Tornerò – The Very Best - 1996: Tornerò – Best Of - 2002: The World of I Santo California - 2005: Tornerò – I Grandi Successi | - 1974: "Tornerò" - 1975: "Un angelo" - 1976: "Dolce amore mio" - 1976: "Ave Maria... No! No!" - 1977: "Fenesta vascia" - 1977: "Monica" - 1977: "Gabbiano" - 1978: "Manuela, amore!" - 1979: "Venezia" - 1979: "Butterfly 2000" - 1980: "Ti perdono amore mio" - 1981: "Aspettandoti" - 1982: "Questa melodia" - 1982: "Amore fragile" - 1983: "Lassù" - 1984: "Maledetto cuore" |